# Riu de la Coma
Riu de la Coma är ett vattendrag i Andorra.   Det ligger i parroquian Canillo, i den centrala delen av landet. Den mynnar ut i Riu Valira d'Orient vid orten Ransol.